# Capela de São Mateus de Arnelas
A Capela de São Mateus de Arnelas é um edifício religioso situado na aldeia de Arnelas, na freguesia de Sandim, Olival, Lever e Crestuma, do Município de Vila Nova de Gaia, no Norte de Portugal.

## Descrição
A capela situa-se num local proeminente em Arnelas, de forma a dominar tanto a povoação como a paisagem. No interior do templo destacam-se os altares, decorados com talha dourada no estilos Joanino e Barroco, e os retábulos do altar-mor e colaterais, com imagens de grande valor.

## História
As obras iniciaram-se em 1723, financiadas pelas receitas do imposto sobre o sal, que era comercializado nas proximidades, e sobre o Vinho do Douro que era desembarcado em Arnelas. A construção da capela foi descrita pelo padre Luis Cardoso no seu dicionário de 1747, relato que foi copiado por D. Domingos de Pinho no artigo A Talha dourada da Capela de Arnelas, Freguesia do Olival – Vila Nova de Gaia, publicado na Revista do Gabinete de História e Arqueologia de Vila Nova de Gaia, em 1987. Neste relato, é de realçar a presença de um edifício anterior, que foi substituído pela capela: 
«Fica este lugar distante da freguesia espaço de uma grande légua, e por isso tem capela para o povo, a qual foi fundada haverá cem anos pela mesma freguesia para dela se administrar o Sagrado Viático aos enfermos, e, sendo esta pequena, se deliberaram zelosos os moradores deste lugar a pedir a Sua Majestade o Senhor Rei D. João V, que Deus guarde, provisão para se lançar um real em cada quartilho de vinho e cada rasa de sal que se vendesse em todo o Couto (de Crestuma) para reedificação ou ampliação da dita capela, que com efeito lhes concedeu; e correndo alguns anos, de seis que lhe foram concedidos, se lançou a primeira pedra no novo edifício em 20 de Outubro de 1723, desobrigando-se o mais corpo da freguesia da fábrica dela; e continuando com incansável zelo de alguns moradores se concluiu de paredes e tecto a capela-mor, em que se celebrou a primeira Missa em dia da Ascensão de Cristo no ano 1727. Porém, por se acabarem os anos da provisão, parou a obra, e ainda que já se lhe concedeu outra de novo, até agora se não continuou com o corpo da ermida, que ainda falta. É esta capela, para a pequenez do lugar, obra certamente sumptuosa e depois de acabada não haverá nas freguesias vizinhas melhor templo. Acha se já bastante provida de ornamentos e tem um grande cálice dourado e outro mais pequeno para uso comum. Tem um nobilissimo retábulo com a sua tribuna, obra moderna, que se fez no ano de 1732 por particular esmola a devoção de um morador do lugar. Nele está colocado o sagrado apóstolo e evangelista S. Mateus, ao qual é dedicada, em correspondência dele Santo Tomás de Aquino; e na tribuna uma perfeita imagem de Cristo crucificado com o titulo de Bom Jesus do Triunfo. A capela é de uma só nave e dous altares colaterais estão destinados, o do parte do evangelho para Santa Ana e o da parte da Epístola para Santo António.».
A capela pode ser considerada como um exemplo de como a riqueza económica do país, durante o século XVIII, foi aplicada em obras da igreja, tendo a sua decoração e recheio seguido os ideais introduzidos pelo Concílio de Trento, que reforçou a importância das imagens para o culto. Desta forma, o retábulo, a azulejaria e a escultura na capela surgem como manifestações dessa riqueza e do poder do estado e da igreja, de forma a influenciar a permanência dos fiéis além da cerimónia da eucaristia. Os elementos do altar, do retábulo e do sacrário foram dispostos de forma a estabelecer o espaço sagrado dentro do edifício.
O interior do edifício também foi descrito por José Afonso Ferrão na sua dissertação Arnelas: uma villa contra a cidade?, publicada na obra Actas I Congresso Internacional de Vinho Verde, História, Economia, Sociedade e Património, de 2007:
«estamos em presença de um belo exemplar de retábulo joanino com duas colunas de cada lado, mais reintrantes as interiores, e uma imagem em cada intercolúnio. As colunas são suportadas por anjos; a zona do sacrário é bem tratada; na parte superior, ao centro, cobrindo o trono, implanta-se o dossel saliente com cortinados que anjos apanham e seguram. O trono é encimado por um belo Crucifixo (Senhor do Triunfo) ladeado por dois anjos. Diga-se, desde já, que as imagens do retábulo (São Mateus e São Tomás de Aquino) são duas belas esculturas. As colunas são retorcidas, com o terço inferior marcado, e as silvas, flores e folhas sobem nas reintrâncias ou cavado em espiral ou caracol, trabalhadas com perfeição. As imagens laterais são suportadas por anjos-misulas, sobre elas, cúpulas de denso cortinado fingido. O frontal é uma linda peça elegantíssima. [...] dizem os apontamentos do contrato que o mestre que ajustasse o retábulo-mor devia fazer «também duas credencias que serão de boa talha com miudeza e relevo e os pés com galantaria que (a)o mestre parecer com beneplácito do dono de obra». Sobrevivem essas duas credências. São dois os retábulos colaterais: o do lado do evangelho dedicado a Santa Ana; o do lado da epístola, dedicado a Santo António. Ambos com diversas imagens: o de Santa Ana, com o grupo triplice S.ta Ana, Nossa Senhora e o Menino, e, em plano inferior, S. José e S. João. O conjunto forma a chamada sacra Parentela. O de Santo António contém mais as imagens de S. Sebastião e Santo Ildefonso. Estes dois retábulos são um pouco posteriores ao retábulo-mor [...] Cobre-os a toda a largura o dossel sobrepujado por dois anjos. Pilastras com cariátides substituem as colunas. Os frontais dos altares são de talha fina, elegantíssima. Pelas afinidades estilísticas com o retábulo-mor, podemos concluir com segurança que foram executados pelo mesmo mestre: Manuel da Costa de Andrade. Do mesmo autor, certamente, é o belo púlpito da capela. De estilo joanino, integra-se no conjunto da talha da mesma capela.».
Este poderá não ter sido o único templo católico em Arnelas, existindo uma referência a uma ermida dedicada a Santo André.
Em 1986, o Gabinete de História e Arqueologia do município de Vila Nova de Gaia fez uma proposta ao Instituto Português do Património Cultural, no sentido de classificar a localidade em si de Arnelas, em conjunto com vários elementos patrimoniais em redor, incluindo a Capela de São Mateus de Arnelas, como Imóveis de Interesse Público. O processo foi remetido para a Direcção Regional do Porto do IPPC em 1992, mas não chegou a ter seguimento. Em 6 de Junho de 2018, a Direcção Regional de Cultura do Norte emitiu uma proposta para classificação da capela e do seu património móvel, tendo o despacho de abertura sido publicado em 2 de Julho desse ano, e o processo de classificação sido oficialmente iniciado pelo Anúncio n.º 175/2018, de 3 de Agosto.
Em 2020, a Câmara Municipal de Vila Nova de Gaia encetou trabalhos de restauro nos altares da Capela de São Mateus, devido ao avançado estado de degradação em que se encontravam. As obras custaram cerca de 66 mil Euros, tendo sido oficialmente concluídas com uma cerimónia em 27 de Setembro desse ano.